# (215023) Huangjiqing
(215023) Huangjiqing ist ein Asteroid des mittleren Hauptgürtels, der am 27. Januar 2009 im Rahmen des PMO Neo Survey Programs an der Außenstelle Xuyi der Sternwarte am purpurnen Berg (IAU-Code D29) entdeckt wurde. Die Sternwarte befindet sich im Kreis Xuyi in der chinesischen Provinz Jiangsu. Das NEO Survey Program wurde von 2006 bis 2015 durchgeführt, um primär erdnahe Objekte (NEOs) zu entdecken. Sichtungen des Asteroiden hatte es vorher schon am 10. und 17. Mai 1996 unter der vorläufigen Bezeichnung 1996 JZ4 sowie am 10. und 11. März 2005 (2005 EF150) an der auf dem Kitt Peak gelegenen Außenstation des Steward Observatory gegeben.
Mittlere Sonnenentfernung (große Halbachse), Exzentrizität und Neigung der Bahnebene des Asteroiden entsprechen grob der Dora-Familie, einer Gruppe von Asteroiden, die nach (668) Dora benannt ist.
(215023) Huangjiqing wurde am 20. September 2021 nach dem chinesischen Geologen Huang Jiqing (1904–1995) benannt, dem Begründer der modernen Geologie in China.